# Epidendrum welsii-windischii
Epidendrum welsii-windischii är en orkidéart som beskrevs av Guido Frederico João Pabst. Epidendrum welsii-windischii ingår i släktet Epidendrum och familjen orkidéer. Inga underarter finns listade i Catalogue of Life.